# Črni kamen
Črni kamen (arabsko ٱلْحَجَرُ ٱلْأَسْوَد, latinizirano: al-Ḥajar al-Aswad) je skala, postavljena v vzhodnem kotu Kabe, starodavne stavbe v središču Velike mošeje v Meki v Saudovi Arabiji. Muslimani ga častijo kot islamsko relikvijo, ki po muslimanskem izročilu izvira iz časa Adama in Eve.
Kamen je bil čaščen pri Kabi v predislamskih poganskih časih. Po islamskem izročilu ga je nedotaknjenega postavil v zid Kabe islamski prerok Mohamed leta 605 n. št., pet let pred svojim prvim razodetjem. Od takrat je bil razbit na drobce in je zdaj zacementiran v srebrn okvir ob strani Kabe. Njegova fizična podoba je razdrobljena temna skala, ki so jo gladko zloščile roke romarjev. Pogosto so ga opisovali kot meteorit.
Muslimanski romarji obkrožijo Kabo kot del obreda tavafa med hadžem in mnogi se poskušajo ustaviti, da bi poljubili Črni kamen, posnemajoč poljub, za katerega je zapisano v islamski tradiciji, da ga je prejel od Mohameda. Medtem ko je Črni kamen čaščen, islamski teologi poudarjajo, da nima božanskega pomena in da je njegov pomen zgodovinske narave.

## Fizični opis
Črni kamen je bil prvotno en kos skale, danes pa je sestavljen iz več kosov, ki so bili zlepljeni skupaj. Obdaja jih srebrn okvir, ki je s srebrnimi žeblji pritrjen na zunanjo steno Kabe. Sami fragmenti so sestavljeni iz manjših kosov, ki so bili združeni v sedem ali osem danes vidnih fragmentov. Izpostavljeni obraz meri približno 20 × 16 centimetrov. Njegova izvirna velikost je nejasna, zapisane dimenzije pa so se sčasoma precej spremenile, saj so bili kosi večkrat prerazporejeni v svoji cementni matrici. V 10. stoletju je opazovalec Črni kamen opisal kot en komolec (46 cm). Do zgodnjega 17. stoletja je bilo zabeleženo, da meri 140 krat 122 cm. Po besedah Ali Beya v 18. stoletju je bil opisan kot visok 110 cm, Mohamed Ali Paša pa je poročal, da je dolg 76 cm in širok 46 cm.
Črni kamen je pritrjen na vzhodni vogal Kabe, znan kot al-Rukn al-Aswad ('Vogal črnega kamna'). Izbira vzhodnega vogala je morda imela obredni pomen; obrnjena je proti vzhodnemu vetru (al-kabul), ki prinaša dež in smeri, iz katere se dviga Kanop.
Osmanski sultani so stoletja vzdrževali srebrni okvir okoli črnega kamna in črno kisvah ali tkanino, ki je ovijala Kabo, v vlogi skrbnikov dveh svetih mošej. Okvirji so se zaradi nenehnega rokovanja romarjev sčasoma obrabili in so jih občasno zamenjali. Dotrajane okvirje so pripeljali nazaj v Carigrad, kjer jih še vedno hranijo kot del svetih relikvij v palači Topkapı.

### Videz črnega kamna
Črni kamen so opisali evropski popotniki v Arabiji v 19. in zgodnjem 20. stoletju, ki so Kabo obiskali preoblečeni v romarje. Švicarski popotnik Johann Ludwig Burckhardt je leta 1814 obiskal Meko in v svoji knjigi Potovanja po Arabiji iz leta 1829 podal podroben opis:
Je nepravilen oval s premerom približno 18 cm, z valovito površino, sestavljen iz približno ducata manjših kamnov različnih velikosti in oblik, dobro povezanih z majhno količino cementa in popolnoma dobro zglajenih; videti je, kot da bi bila celota s silovitim udarcem razbita na toliko kosov, nato pa spet združena. Zelo težko je natančno določiti kakovost tega kamna, ki je bil obrabljen na današnjo površino zaradi milijonov dotikov in poljubov, ki jih je bil deležen. Zdela se mi je kot lava, ki vsebuje več majhnih tujih delcev belkaste in rumene snovi. Njegova barva je zdaj globoko rdečkasto rjava, ki se približuje črni. Z vseh strani ga obdaja meja, sestavljena iz snovi, ki sem jo imel za tesni cement iz smole in gramoza podobne, a ne povsem enake rjavkaste barve. Ta obroba služi za podporo ločenih delov; širok je dva ali tri centimetre in se nekoliko dviga nad površino kamna. Tako obrobo kot sam kamen obdaja srebrn trak, ki je spodaj širši kot zgoraj, na obeh straneh pa spodaj precejšnja oteklina, kot bi se pod njo skrival del kamna. Spodnji del obrobe je posut s srebrnimi žeblji.
Ob obisku Kabe leta 1853 je Richard Francis Burton ugotovil, da:
Barva se mi je zdela črna in kovinska, središče kamna pa je bilo potopljeno približno dva centimetra pod kovinski krog. Ob straneh je bil rdečkasto rjav cement, skoraj na ravni kovine in se je spuščal do sredine kamna. Trak je zdaj ogromen lok iz zlata ali srebra, pozlačen. Našel sem odprtino, v kateri je kamen, široko eno ped in tri prste.
Ritter von Laurin, avstrijski generalni konzul v Egiptu, je lahko pregledal delček kamna, ki ga je leta 1817 odstranil Mohamed Ali in poročal, da je imel kot smolo črno zunanjost in srebrno sivo, drobnozrnato notranjost, v kateri je drobna vgrajene so bile kocke stekleničko zelenega materiala. Na sprednji strani kamna naj bi bilo nekaj belih ali rumenih lis in je uradno opisan kot bel z izjemo obraza.

## Zgodovina in tradicija
Črni kamen so spoštovali veliko pred islamom. Dolgo je bil povezan s Kabo, ki je bila zgrajena v predislamskem obdobju in je bila romarski kraj Nabatejcev, ki so enkrat letno obiskali svetišče, da bi opravili svoje romanje. V Kabi je bilo 360 idolov mekanskih bogov. Semitske kulture na Bližnjem vzhodu so imele tradicijo uporabe nenavadnih kamnov za označevanje krajev čaščenja, medtem ko je priklanjanje, čaščenje in molitev takšnim svetim predmetom v Tanahu opisano tudi kot malikovalstvo in je bilo predmet preroškega grajanja. Teorija meteorita o izvoru črnega kamna je bila pri nekaterih piscih primerjana z meteoritom, ki je bil postavljen in čaščen v grškem Artemidinem templju.
Kaba je bila povezana z obredi plodnosti v Arabiji. Nekateri newageevski pisci omenjajo navidezno podobnost črnega kamna in njegovega okvirja z zunanjimi ženskimi spolovili. Vendar je bil srebrni okvir nameščen na Črni kamen, da bi zavaroval drobce, potem ko je bil prvotni kamen razbit.
Rdeči kamen je bil povezan z božanstvom južnoarabskega mesta Ghaiman, beli kamen pa je bil v Kabi al-Abalat (blizu mesta Tabala, južno od Meke). Čaščenje v tistem obdobju je bilo pogosto povezano s spoštovanjem kamnov, gorami, posebnimi skalnimi formacijami ali značilnimi drevesi. Kaba je označevala lokacijo, kjer se sveti svet seka s profanim, in vdelan Črni kamen je bil nadaljnji simbol tega kot objekt kot povezava med nebom in zemljo. Aziz Al-Azmeh trdi, da je bilo božje ime ar-Rahman (eno od božjih imen v islamu in sorodno enemu od judovskih imen boga Ha'Rachaman, oboje pa pomeni 'usmiljeni' ali 'milostivi') uporabljeno za astralne bogove v Meki in bi bil morda povezan s Črnim kamnom. Mohamed naj bi kamen imenoval ar-Rahmanova desna roka.

### Mohamed
Po islamskem verovanju je Mohamed zaslužen za postavitev Črnega kamna na sedanje mesto v zidu Kabe. Zgodba, ki jo najdemo v Sirah Rasul Alah Ibn Išaka, pripoveduje, kako so klani iz Meke prenovili Kabo po velikem požaru, ki je delno uničil strukturo. Črni kamen je bil začasno odstranjen, da bi olajšali obnovitvena dela. Klani se niso mogli dogovoriti, kateremu od njih bi pripadla čast, da Črni kamen postavi nazaj na njegovo mesto.
Odločili so se, da počakajo na naslednjega človeka, ki pride skozi vrata, in ga prosijo, naj sprejme odločitev. Ta oseba je bil 35-letni Mohamed, pet let pred svojim prerokovanjem. Prosil je starešine klanov, naj mu prinesejo krpo in v njeno sredino postavijo Črni kamen. Vsak od voditeljev klanov je držal vogale blaga in odnesel Črni kamen na pravo mesto. Nato je Mohamed postavil kamen na svoje mesto in tako zadovoljil čast vseh klanov.   Po osvojitvi Meke leta 630 naj bi Mohamed sedemkrat jahal okoli Kabe na svoji kameli in se s palico dotaknil Črnega kamna v znak spoštovanja.

### Skrunitve
Kamen je bil skozi čas večkrat oskrunjen in poškodovan. Rečeno je, da ga je zadel in razbil na koščke kamen, izstreljen iz katapulta med obleganjem Meke s strani Omajadskega kalifata leta 683. Fragmente je ponovno združil Abd Allah ibn al-Zubayr s srebrno vezjo. Januarja 930 so ga ukradli Karmatijci, ki so črni kamen odnesli v svojo bazo v Hadžarju (sodobna vzhodna Arabija). Po osmanskem zgodovinarju Qutb al-Dinu, ki je pisal leta 1857, je karmatski voditelj Abu Tahir al-Jannabi postavil črni kamen v svoji lastni mošeji, Masjid al-Dirar, z namenom preusmeriti hadž stran od Meke. To ni uspelo, saj so romarji še naprej častili kraj, kjer je bil Črni kamen.
Po navedbah zgodovinarja al-Džuvajnija je bil kamen vrnjen triindvajset let pozneje, leta 952. Karmati so imeli Črni kamen za odkupnino in prisilili Abaside, da so plačali ogromno vsoto za njegovo vrnitev. Zavili so ga v vrečo in vrgli v petkovo mošejo v Kufi, skupaj s sporočilom, ki pravi: »Na ukaz smo ga vzeli in na ukaz smo ga vrnili«. Njegova ugrabitev in odstranitev sta povzročila nadaljnjo škodo, saj je kamen razbil na sedem kosov. Njenega ugrabitelja, Abu Tahirja, naj bi doletela strašna usoda; po Qutb al-Dinu je »umazanega Abu Tahirja prizadela gangrenozna rana, njegovo meso so razjedli črvi in umrl je s strašno smrtjo«. Da bi zaščitili razbiti kamen, so skrbniki Kabe naročili paru mekanskih zlatarjev, da izdelajo srebrni okvir, ki bi ga obdal, in od takrat je zaprt v podobnem okvirju.
V 11. stoletju je moški, ki naj bi ga poslal fatimidski kalif al-Hakim bi-Amr Allah, poskušal razbiti Črni kamen, vendar je bil ubit na kraju samem, povzročil je le rahlo škodo. Leta 1674 naj bi po besedah Johanna Ludwiga Burckhardta nekdo zamazal Črni kamen z iztrebki, tako da je »vsak, ki ga je poljubil, odšel z umazano brado«. Po arhaičnem sunitskem verovanju je bil Perzijec neznane vere ob obtožbi enega dečka osumljen svetoskrunstva, kjer so suniti iz Meke »obrnili okoliščine sebi v prid« z napadi, pretepanji naključnih Perzijcev in prepovedjo hadža, dokler ni bila prepoved razveljavljena z ukazom Mohameda Alija. Raziskovalec Sir Richard Francis Burton je ob domnevni akciji iztrebkov poudaril, da »je komaj treba reči, da bi šiit, pa tudi sunit, na takšno akcijo gledal z živo grozo« in da je resnična krivec je bil »nek jud ali kristjan, ki je tvegal svoje življenje, da bi zadovoljil besen fanatik«.

## Obredna vloga
Črni kamen ima osrednjo vlogo v obredu istilam, ko romarji poljubijo Črni kamen, se ga dotaknejo z rokami ali dvignejo roke proti njemu, medtem ko ponavljajo takbir »Bog je največji«. To izvajajo tako, da sedemkrat obhodijo Kabo v nasprotni smeri urinega kazalca (tavaf), pri čemer posnemajo dejanja Mohameda. Na koncu vsakega kroga opravijo istilam in se lahko približajo črnemu kamnu, da ga poljubijo na koncu tavafa. V sodobnem času velike množice praktično onemogočajo, da bi vsi poljubili kamen, zato je trenutno sprejemljivo pokazati v smeri kamna na vsakem od sedmih krogov okoli Kabe. Nekateri celo pravijo, da je kamen najbolje obravnavati preprosto kot označevalec, uporaben pri štetju obrednih obhodov, ki jih je nekdo izvedel.
V knjigi Dawn in Madinah: A Pilgrim's Passage je Muzaffar Iqbal opisal svojo izkušnjo čaščenja Črnega kamna med romanjem v Meko:
Na koncu drugega [obhoda Kabe] mi je bil podeljen eden tistih izjemnih trenutkov, ki se včasih zgodijo okoli Črnega kamna. Ko sem se približal kotu, je veliko množico nenadoma potisnil nazaj močan moški, ki je pravkar poljubil Črni kamen. Ta sunek je ustvaril povratni tok in ustvaril trenutno odprtino okoli Črnega kamna, ko sem prišel do njega; hitro sem sprejel priložnost in recitiral Bismillahi Allahu akbar wa lillahi-hamd ['V imenu Boga, Bog je velik, vsa slava Bogu'], položil roke na Črni kamen in ga poljubil. Na tisoče srebrnih črt se je iskrilo, Kamen se je lesketal in nekaj se je zganilo globoko v meni. Minilo je nekaj sekund. Nato me je paznik odrinil.
Črni kamen in nasprotni vogal Kabe, al-Rukn al-Jamani, sta pogosto odišavljena s strani skrbnikov mošeje. To lahko povzroči težave romarjem v stanju ihrama ('posvečenja'), ki jim je prepovedano uporabljati odišavljene izdelke in bodo kot pokoro zahtevali kaffaro (donacijo), če se dotaknejo enega ali drugega.

## Znanstveno poreklo
O naravi Črnega kamna se je veliko razpravljalo. Opisujejo ga različno kot bazaltni kamen, ahat, kos naravnega stekla ali – najbolj priljubljeno – kamniti meteorit. Paul Partsch, kustos avstro-ogrske cesarske zbirke mineralov, je leta 1857 objavil prvo obsežno analizo Črnega kamna, v kateri se je zavzel za meteoritsko poreklo kamna.ref name="partsch">Partsch, Paul Maria (1857). »Über den schwarzen Stein der Kaaba zu Mekka, mitgetheilt aus den hinterlassenen Schriften des wirklichen Mitgliedens« (PDF). Denkschriften der Mathematisch-naturwissenschaftlichen Classe der Kaiserlichen Akademie der Wissenschaften zu Wien. Erste Abtheilung (13): 1–5. Arhivirano (PDF) iz spletišča dne 19. septembra 2015. Pridobljeno 29. avgusta 2015.</ref> Robert Dietz in John McHone sta leta 1974 predlagala, da je črni kamen dejansko ahat, sodeč po njegovih fizičnih lastnostih in poročilu arabskega geologa, da je kamen vseboval jasno opazne difuzijske pasove, značilne za agate.
Pomemben namig o njegovi naravi daje poročilo o vrnitvi kamna leta 951 n. št., potem ko je bil ukraden 21 let prej. Po kronistu je bil kamen prepoznan po njegovi sposobnosti lebdenja v vodi, kar bi izključilo možnost, da je Črni kamen ahat, bazaltna lava ali kamniti meteorit, čeprav bi bilo združljivo s tem, da je steklo ali plovec.
Elsebeth Thomsen z Univerze v Københavnu je leta 1980 predlagala drugačno hipotezo. Predlagala je, da je Črni kamen lahko delček stekla ali impaktit, ki je nastal zaradi trka razdrobljenega meteorita, ki je pred 6000 leti padel na Wabar, mesto v puščava Rub al-Hali 1100 kilometrov vzhodno od Meke. Znanstvena analiza mesta Wabar iz leta 2004 kaže, da se je udarec zgodil veliko pozneje, kot se je sprva mislilo in da se je morda zgodil v zadnjih 200–300 letih.
Hipoteza o meteoritih je po mnenju geologov dvomljiva. Britanski prirodoslovni muzej namiguje, da gre morda za psevdometeorit; z drugimi besedami, zemeljska kamnina, ki se ji pomotoma pripisuje meteoritski izvor.
Črni kamen ni bil nikoli analiziran s sodobnimi znanstvenimi tehnikami in njegov izvor je še vedno predmet ugibanj.